# Beauvoisin (Gard)

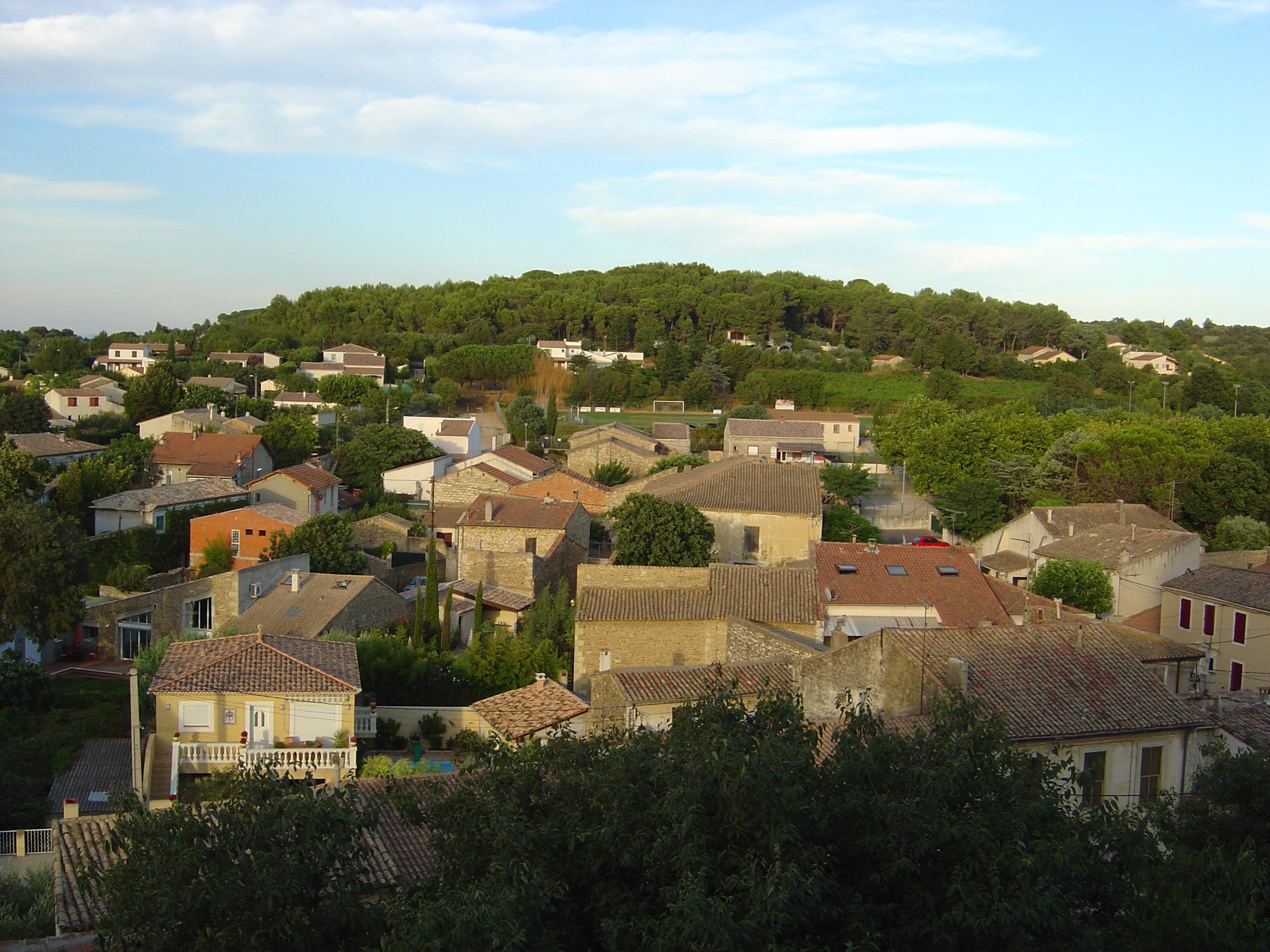
Widok na miejscowość

Beauvoisin – miejscowość i gmina we Francji, w regionie Oksytania, w departamencie Gard.
Według danych na rok 1990 gminę zamieszkiwało 2706 osób, a gęstość zaludnienia wynosiła 97 osób/km² (wśród 1545 gmin Langwedocji-Roussillon Beauvoisin plasuje się na 142. miejscu pod względem liczby ludności, natomiast pod względem powierzchni na miejscu 227.).